# Disimulación
La disimulación o disimulo es el modo artificioso de que uno se vale para encubrir su intención o bien la tolerancia afectada de una incomodidad o disgusto.

## Filosofía
Como acto no es más que la omisión voluntaria de aquellas señales que darían a conocer nuestra intención, pensamientos o impresiones, que por aquel medio exteriormente negativo queremos ocultar. Por este último elemento negativo se distingue de la mentira, de la ficción, de la frase equívoca y de toda restricción mental, ni puede por ende contraer nota de cuanto va contra la ley de la veracidad.
Es más frecuente quizá su empleo como expresión o rasgo del carácter de una persona o como manera habitual de obrar: así no está siempre inmune de defecto moral. Es recomendable en una persona que disimule las injurias, los exabruptos del genio, los estados de ánimo displicente y malhumorado; sin embargo el proceder habitual con disimulación es tenido por vicio que se opone a la sinceridad y lealtad en el trato, del número de aquellos que tienden a disgregar los vínculos sociales. En efecto: como en el trato ordinario que los sentimientos ingenuos y la buena sociedad provocan, no son sino raros los casos en que se haya de echar mano de la disimulación, su uso frecuente en una persona la delata de excesivamente reservada, de suspicaz, doblada y aun hipócrita y por aquella ley moral de que no es fácil mantenerse en los justos límites a quien frecuenta actos afines a los claramente defectuosos, da pie a sospechar que la disimulación no pase en muchos casos a ficción o embuste manifiesto, que es precisamente el concepto que se tiene de los hombres excesivamente disimulados.

## Iconografía
El disimulo se representa por una mujer con un vestido tornasolado, con la égida de Minerva en el pecho, indicando que un corazón disimulado es impenetrable. Cubre el rostro una careta, símbolo de falsedad y a su lado se ve un cuervo marino, ave cuyas caricias son picotazos.